# Alko (winkel)

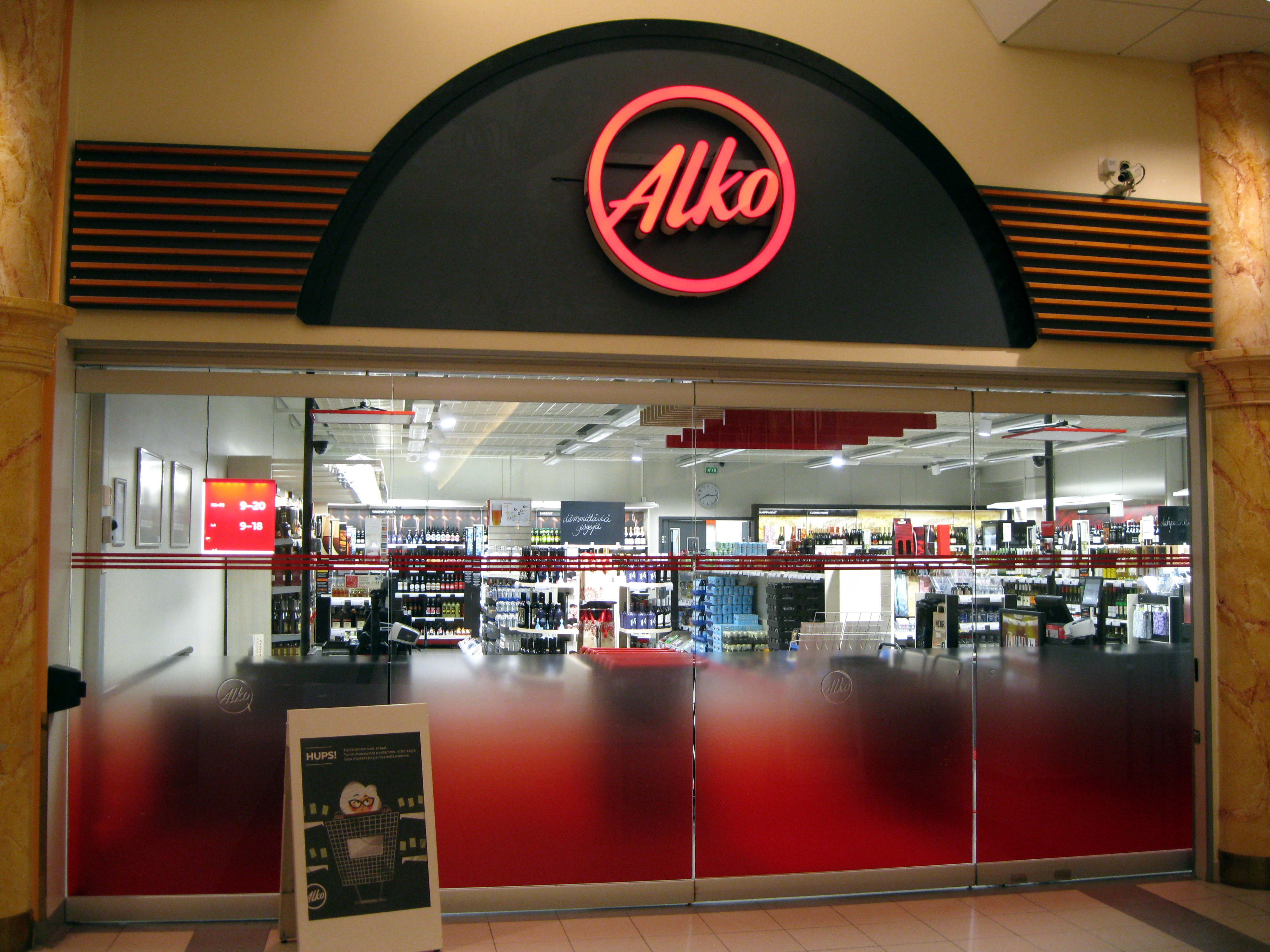
Alko winkel in Tuuri

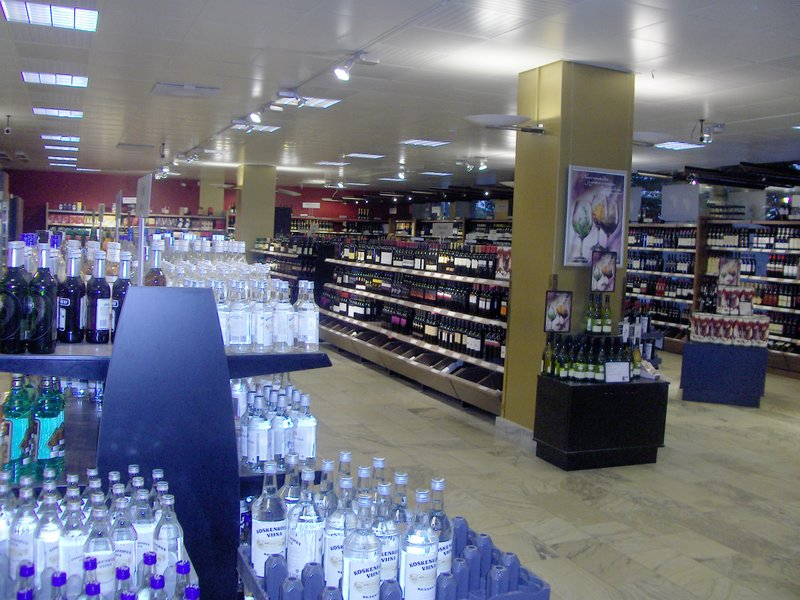
Interieur

De Alko is een Finse winkelketen die het monopolie heeft op de verkoop van alcoholische dranken in Finland. De Alko heeft een jaaromzet van meer dan 1,1 miljard euro.

## Activiteiten
Alko is een naamloze vennootschap waarvan alle aandelen in handen zijn van de Finse staat. Het bedrijf heeft in Finland het alleenrecht om dranken te verkopen die meer dan 5,5% alcohol bevatten, met uitzondering van microbrouwerijbieren en boerderij wijnen gemaakt van fruit en bessen anders dan druiven. Dit is vastgelegd in de alcoholwet en op deze wijze wil de staat het drankgebruik in de hand houden.
Alco biedt in 359 winkels dranken aan uit ongeveer 76 landen. Het hoofdkantoor van Alko bevindt zich in Helsinki en er werkten in 2018 zo'n 2450 personen. In 2018 verkocht Alko 85 miljoen liter alcoholische dranken, ofwel bijna 15 miljoen liter alcohol. De meest verkochte dranken zijn rode en witte wijn gevolgd door wodka en andere sterkedranken. Het verkoopt ook bier, en relatief kleine hoeveelheden cider en alcoholvrije dranken. In 2018 bedroeg de omzet 1153 miljoen euro waarvan iets meer dan de helft alcoholbelastingen betreft.

### Productaanbod
Met uitzondering van bier met een alcoholpercentage tot 4,7%, dat ook in de supermarkt mag worden verkocht, heeft Alko het monopolie op de verkoop van sterk bier, wijn en alle sterkedrank. De wet verbiedt dat er in de etalages beelden van drank worden vertoond. Volgens diezelfde wet heeft het Alko het recht om uitsluitend te adverteren voor dranken met een alcoholpercentage van 22% of minder, maar in de praktijk gebeurt dit zelden.
De Finse overheid stimuleert haar burgers om meer 'Europees' te drinken, en het gebruik van sterkedrank als wodka of koskenkorva af te remmen en meer wijn te drinken. Wijnen nemen ongeveer de helft van de schapruimte in.

## Geschiedenis
Vanaf 1919 was Finland, vergelijkbaar met de Verenigde Staten, drooggelegd. In 1932 werd daar door middel van een referendum een einde aan gemaakt. Op 5 april 1932 ging de eerste winkel met de naam Oy Alkoholiliike Ab in Finland open. Het was toen een distributiekantoor. In de winteroorlog produceerde de Alko op massale schaal molotovcocktails die werden ingezet tegen de Sovjet-Unie. Vanaf 1969 ging het bedrijf niet louter distribueren, maar ook importeren en produceren. Dit zorgde, samen met de toegenomen welvaart, voor een sterke groei van de onderneming. Om de veranderingen te onderstrepen werd de bedrijfsnaam gewijzigd in kortweg Alko.
In 1968 waren er 130 winkels en 965 medewerkers. Per hoofd van de bevolking dronken de Finnen zo'n 2,9 liter pure alcohol per jaar. Op 17 januari 1977 kwam de teller op 200 winkels.
In juridisch opzicht was het jaar van 1995 van belang, het jaar waarin Finland toetrad tot de Europese Unie. Het monopolie op productie was niet langer toegestaan, waarop het bedrijf gesplitst werd in Alko voor de distributie, Primalco (productie) en Havistra (groothandel), waarbij alleen Alko een tijdelijk monopolie behield. In 1998 werden Primalco en Havistra samengevoegd tot Altia en werd Alko helemaal losgekoppeld. Alko is nu de grootste klant van Altia.
Alko heeft niet kunnen voorkomen dat de Finnen veel alcohol tot zich nemen. Vanuit Rusland (de grens is nauwelijks te controleren) en Estland werd veel wodka illegaal geïmporteerd. Nog steeds wordt op de veerbootverbinding tussen Helsinki en Tallinn door veel Finnen wodka gekocht, waarbij de flessen met 80% alcohol geen uitzondering zijn. Buiten de grote steden wordt er ook nog illegaal gestookt; alcoholvergiftiging (als gevolg van methanol) en bevriezing (alcohol en kou) zijn soms het gevolg.
Alko is te vergelijken met het Zweedse Systembolaget.